# Colombia i olympiska sommarspelen 1936
Colombia deltog med 5 deltagare vid de olympiska sommarspelen 1936 i Berlin. Ingen av landets deltagare erövrade någon medalj.